# Malaja Lopatka
Malaja Lopatka (russisch Малая Лопатка) ist ein Marinestützpunkt der Nordflotte im Fjord Sapadnaja Liza an der Barentssee.
Er wurde in den 1950er Jahren errichtet und beherbergte unter anderem das erste nukleargetriebene U-Boot, die K-3 Leninski Komsomol. Es gibt fünf Piere und ein Dock für Reparaturen. Versorgt wird der Stützpunkt über die Stadt Saosjorsk.